# 운동세대
운동세대(프랑스어: Génération.s, le mouvement)는 2017년에 새로 창당된 프랑스의 사회민주주의 정당이다. 바로 전 대선에 출마했던 브누아 아몽이 사회당을 탈당해 창당했으며, 초기의 이름은 7월 1일 운동(프랑스어: Mouvement du 1er Juillet)이었으나 지금의 이름으로 개명되었다. 창당 취지는 "좌파 혁신·결집"이다. 이념적으로는 모체인 사회당의 영향을 강하게 받았다.